# مثقاب جمجمي

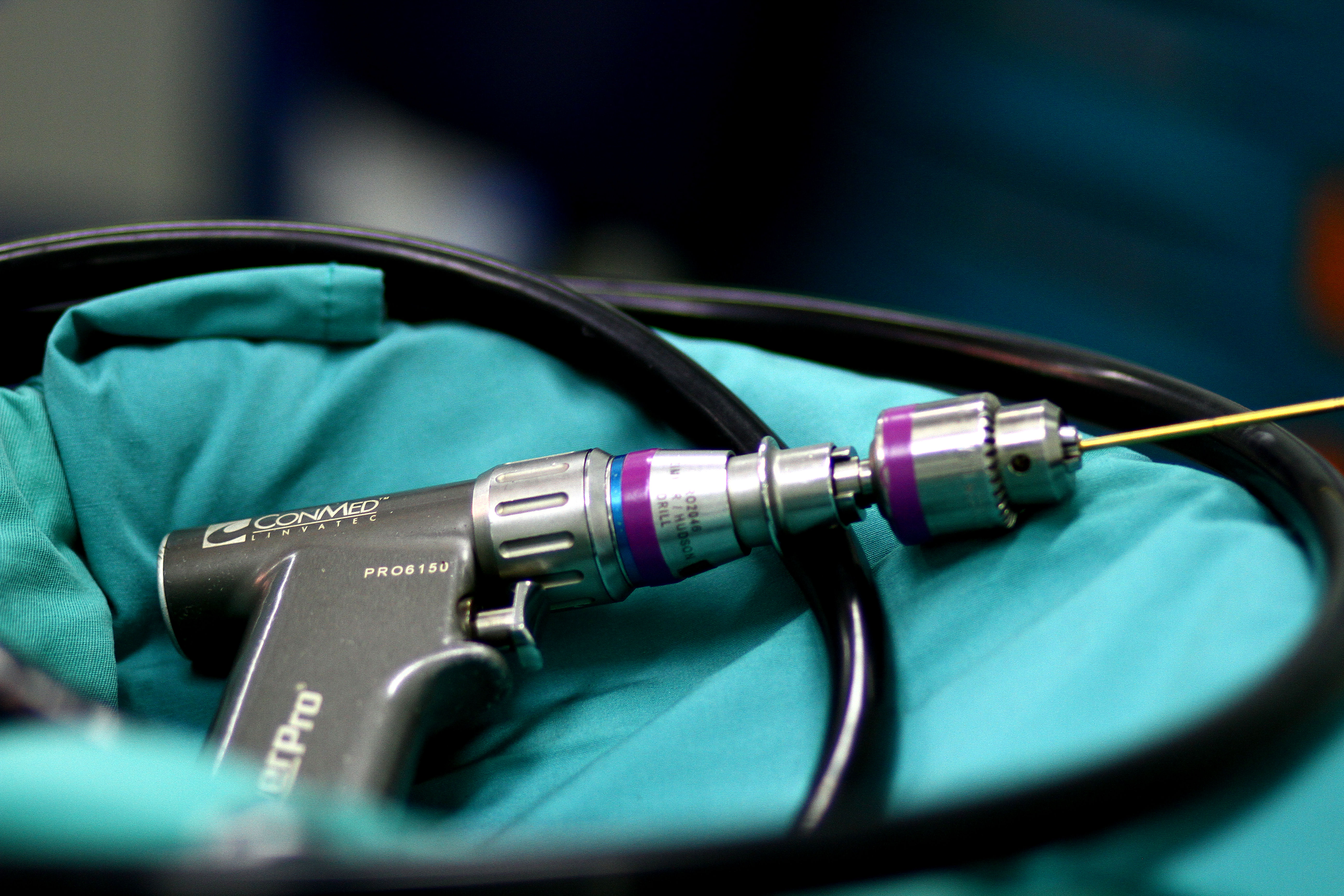
مثقاب جراحي عالي السرعة

مثقاب جمجمي (بالإنجليزية: Cranial drill)‏ هو أداة طبية تستخدم لفتح ثقوب في عظم الجمجمة بهدف كشف الدماغ أثناء إجراء العمليات الجراحية عليه. يمكن أن يعمل مثقب الجمجمة بشكل يدوي أو كهربائي، ويتألف بشكل أساسي من غمد وقاعدة وأداة حادة تشبه المسمار. يحتوي المثقب أيضًا على جهاز صغير ينفصل بمجرد أن يلامس المثقب أنسجة رخوة، وبالتالي يمنع أذية الدماغ وأغشيته. حلّ مثقب الجمجمة مكان المنشار الذي كان يستخدم في جراحة الدماغ قبل ثمانينيات القرن الماضي.

## تاريخ
يعود أقدم دليل على الثقوب الجراحية في جمجمة بشرية إلى نحو 4000 قبل الميلاد، وقد عُثر على أقدم أداة حفر جمجمة في فرنسا، وعثر أيضًا على أدوات قديمة لحفر الجمجمة تعود للعصر الروماني والإغريقي وحضارات أمريكا الجنوبية. يمكن أن تكون أسباب صناعة الحضارات القديمة لأدوات ثقب جمجمة دينية أو طبية. تمثلت الطرق البدائية لثقب الجمجمة باستخدام صخور حادة منحوتة خصيصًا لهذا الغرض، وتعتبر كتب ورسائل أبقراط التي تعود للقرن الخامس قبل الميلاد أول مصدر مكتوب عُثر عليه حول عملية ثقب الجمجمة لأغراض طبية، إذ كان أبقراط ومعاصروه يعتقدون أن ثقب الجمجمة يسمح للدم الفاسد بالخروج من الرأس، وكانت الأدوات المستخدمة في ذلك العصر تشبه الأدوات الحديثة ولكنها كانت تعمل بطريقة يدوية.
اعتقد الناس في القرن الخامس عشر أن ثقب الجمجمة يمكن أن يشكل علاجًا للاضطرابات العقلية والنفسية لأنها تُخرج السحر والشياطين من الرأس، وما تزال اللوحات التي توثق هذه الممارسة موجودة، وأشهرها «استخراج حجر الجنون» بريشة هيرونيموس بوش، و«جراحة استخراج حجر الحماقة» بريشة بيتر هويز.
واصلت تقنية ثقب الجمجمة التطور في عصر النهضة مع انخفاض تطبيق جراحات الدماغ بسبب ارتفاع معدل الوفيات الناتجة عنها، واقتصر استخدامها على بعض الحالات المحددة مثل علاج النزف وتدبير الكسور.
عثر عالم الآثار سكوير في أواخر ستينيات القرن التاسع عشر على جمجمة مثقوبة في مقبرة قديمة للإنكا. في البداية، كان من المتوقع أن تكون هذه الجمجمة المكتشفة عائدة لعصر ما قبل كولومبوس، ولكن دراسة الجمجمة بشكل مفصل في أكاديمية الطب في نيويورك في الولايات المتحدة أظهرت أن الجمجمة تعود لعصور ما قبل التاريخ، وأنّ ثقب الجمجمة هو إجراء قديم جدًا.
في ستينيات القرن الماضي، أعلن الدكتور بارت هيوز أن التطور البشري تسبب في نقص بعض وظائف الدماغ الجزئية، خاصة تلك التي ترتبط بالوعي البشري. ولتحقيق زيادة في وظائف الدماغ، لا بد من إزالة جزء صغير من عظم الجمجمة، وبالفعل، أجرى هيوز أول عملية جراحية من هذا النوع على نفسه في عام 1962 باستخدام مثقب كهربائي وسكين جراحية وإبرة صغيرة، وأجرى نفس العمل الجراحي على زملاء وأصدقاء له. أخيرًا، أعلنت السلطات الطبية والقانونية أن اكتشافات هيوز فظيعة، وشككت في سلامته العقلية، وأُرسل لمصحة عقلية في هولندا.
سمح التطور التكنولوجي للمثاقب الآلية أن تحل محل آلات الحفر اليدوية القديمة، وهو الأمر الذي وفَّر وقتًا وجهدًا كبيرًا، إذ إن سرعة هذه المثاقب تزيد بنحو 50 ضعف عن سرعة المثاقب اليدوية القديمة.

## تطبيقات

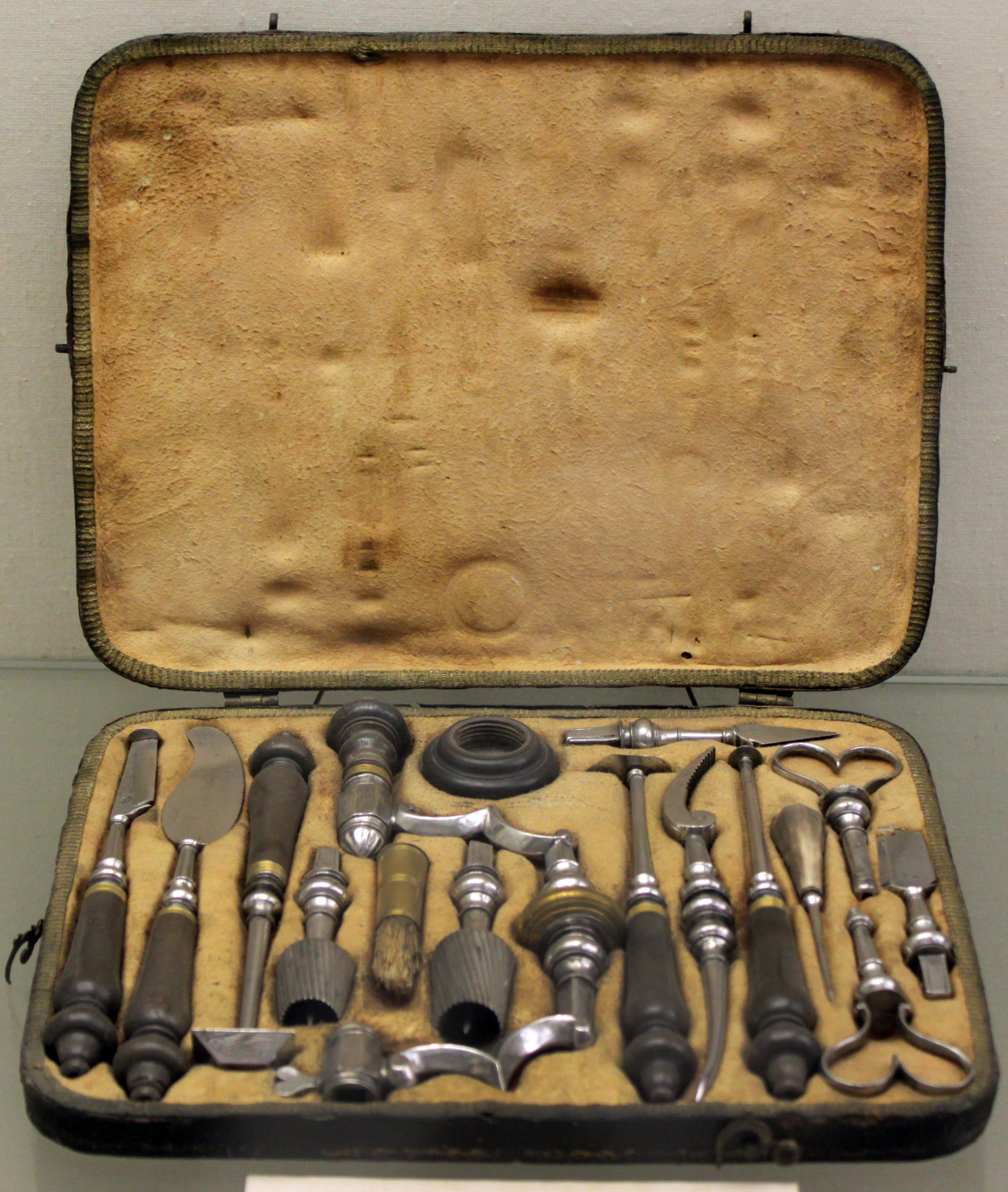
مجموعة أدوات خاصة بحج القحف تعود للقرن الثامن عشر - المتحف الجرماني الوطني في نورمبرغ

يستخدم مثقب الجمجمة بشكل شائع في عمليات جراحة الدماغ والأعصاب، خصوصًا في حالات رضوض الدماغ، فقد يكون من الضروري حفر ثقب في الجمجمة لنتمكن من الوصول للسحايا أو للدماغ لنفسه في حالات النزف المهدد للحياة أو ارتفاع الضغط ضمن الجمجمة. تسمح المثاقب الحديثة بحفر ثقوب ضمن بنية عظم الجمجمة دون أذية أنسجة الدماغ الرئيسية.

## التصميم والأنواع
هناك أنواع مختلفة من مثاقب الجمجمة التي يستخدمها الجرّاحون في عصرنا هذا. يمكن أن تعمل هذه المثاقب بشكل يدوي أو بالكهرباء أو بواسطة محركات تعمل بضغط الهواء.

### مثاقب الجمجمة اليدوية
يتألف مثقب الجمجمة اليدوية عادة من ساعد دوار مع عدة ترسات تضغط على الجمجمة، ويكون هذا المثقب غير متصل بأي قوة خارجية، بل يعتمد على القوة اليدوية للجراح الذي يقوم بالعمل الجراحي، وقد أصبح استخدامه قليلًا جدًا في جراحة الدماغ اليوم.

### مثقب الجمجمة الكهربائي
يشبه مثقب الجمجمة الكهربائي المثقب اليدوي لكنه يُشغَّل عن طريق البطارية أو التيار الكهربائي، ويتميز بتوفيره الكبير للجهد والوقت.

### مثقب الجمجمة الذي يعمل بضغط الهواء
يتميز مثقب الجمجمة الذي يعمل بضغط الهواء بسرعته الكبيرة، وهو الأمر الذي يجعل التداخل الجراحي أسرع وأسهل بكثير. يُقدم هذا النوع من الآلات العديد من المزايا، مثل سهولة الاستخدام بفضل السرعات العالية، بالإضافة لعزم الدوران الكبير، ويتمتع بدقة قطع كبيرة وهي ضرورية لعمليات الجراحة المعقدة. تكون العمليات الجراحية أقصر من المعتاد، وبذلك يقضي المرضى وقتًا أقل تحت التخدير، إذ تتراوح سرعة هذا المثقب بين 40 ألف و80 ألف دورة في الدقيقة.

## التقدم العلمي
ساهم التقدم التقني الذي نعيشه في أيامنا هذه في تقليل وقت الجراحة وتخفيف المخاطر التي يمكن أن يتعرض لها المرضى أثناء الجراحة، خاصةً تلك التي تتعلق بالآلات.

### مثاقب الجمجمة الروبوتية
اكتشف باحثون في جامعة يوتا عام 2017 أن استخدام مثاقب الجمجمة الروبوتية يمكن أن يُقلل من وقت العمل الجراحي ويُحسن دقة القطع. في هذه الحالة، سيحل الروبوت محل الجرّاح الذي يستخدم المثقب ويحفر الجمجمة. يمكن لنظام الثقب الآلي الجديد أن يقلل بشكل خاص من عامل الوقت، وعند المقارنة بطريقة الثقب التقليدية التي قد تستغرق عدة ساعات أحيانًا، فإن نظام الثقب الآلي قد أنجز العمل خلال عدة دقائق فقط. وفقًا لنتائج الدراسة التي نشرها فريق بحث جامعة يوتا، استغرقت الطريقة التقليدية ساعتين وسطيًا، في حين كان معدل الوقت في الجراحة الروبوتية ثلاث دقائق فقط.
يوفّر مثقب الجمجمة الروبوتي إمكانية التداخل على الجمجمة لأشخاص لا يملكون خبرة جراحية سابقة دون تعريض المريض لأي مخاطر إضافية. تُدرس الحالة قبل الجراحة بشكل دقيق من قبل اختصاصي الأمراض العصبية، وتُحدد المواقع الدقيقة للأعصاب والأوردة والشرايين ضمن الدماغ، وتُدرس كثافة عظم الجمجمة وسماكته. تتيح هذه التقنية للجراح اختيار أفضل مسار للثقب والابتعاد عن الأعصاب والأوعية الدموية وبنى الدماغ الهامة. يحتوي المثقب الروبوتي أيضًا على مفتاح إغلاق تلقائي يوقف عملية الثقب في حال الاقتراب من البنى السابقة أكثر من اللازم. تُخطط الشركة المصنعة أن تبيع مثقب الجمجمة الروبوتي في عام 2019 بعد نجاح استخدامه على المجسمات والعظام والجثث البشرية.

## السلامة
يمكن لمثقب الجمجمة الروبوتي أن يساهم في تقليل مدة العمل الجراحي بشكل كبير، وهو الأمر الذي ينقص مدة التخدير ويقلل خطر الإنتان (العدوى) والتكلفة المادية والأخطاء البشرية.
طُور العديد من مثاقب الجمجمة الروبوتية والآلية والتي جعلت من عملية الثقب أسرع وأكثر أمانًا، خصوصًا بعد أن زُوّدت بأجهزة تصوير شعاعي لتحديد المواقع الدقيقة للبنى الحساسة كالأعصاب والأوردة والشرايين الرئيسية لتجنبها أثناء الجراحة. يمكن أن يحتوي مثقب الجمجمة الروبوتي أيضًا على برنامج خاص يحدد حواجز الأمان أثناء مسار القطع، والتي تُحدَّد عادة بنحو 1 مم من نقطة البنى الحساسة آنفة الذكر، إذ يوقف البرنامج تشغيل الروبوت تلقائيًا عند تجاوز هذا الحاجز أو عند اكتشاف فرط تنبيه في الأعصاب. كل ذلك قد جعل من مثاقب الجمجمة الروبوتية آلات ذات دقة وفعالية قدر الإمكان.